# Pandemia de COVID-19 en Madre de Dios
La pandemia de COVID-19 en Madre de Dios, originada por el virus SARS-CoV-2, tuvo su primer caso documentado el 18 de marzo de 2020. Desde entonces, hasta el 20 de julio de 2023, se registraron 21 333 casos y un saldo total de 898 personas fallecidas.

## Cronología

### 2020: Brote inicial, crecimiento exponencial y primera ola

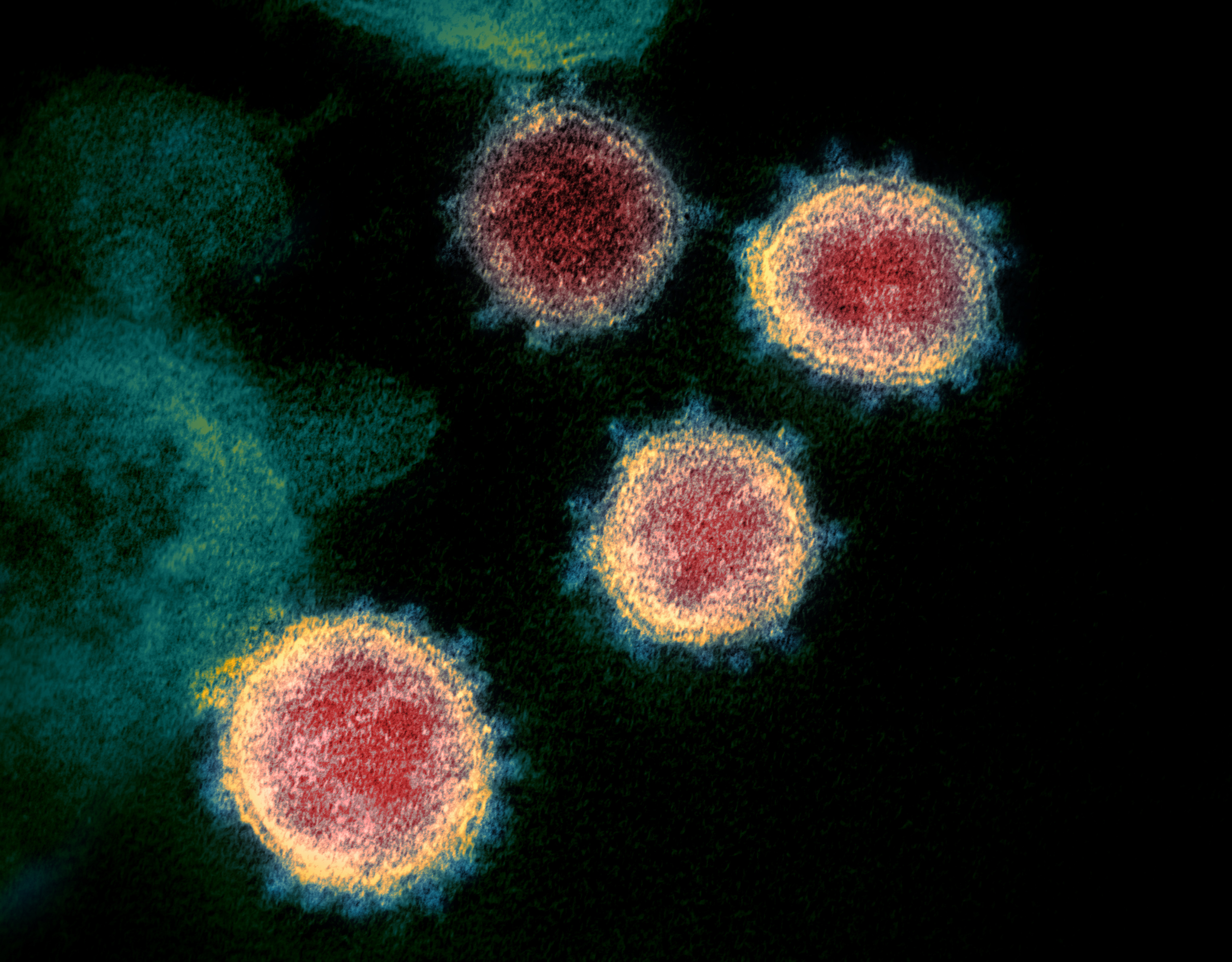
Imagen del SARS-CoV-2 captada a través de un microscopio electrónico de transmisión del Instituto Nacional de Alergias y Enfermedades Infecciosas.

Casos sospechosos
Primeros casos

### 2021: Resurgimiento de una segunda ola
Antecedentes: Preparación ante posible segunda ola
Inicio
Variantes del SARS-CoV-2

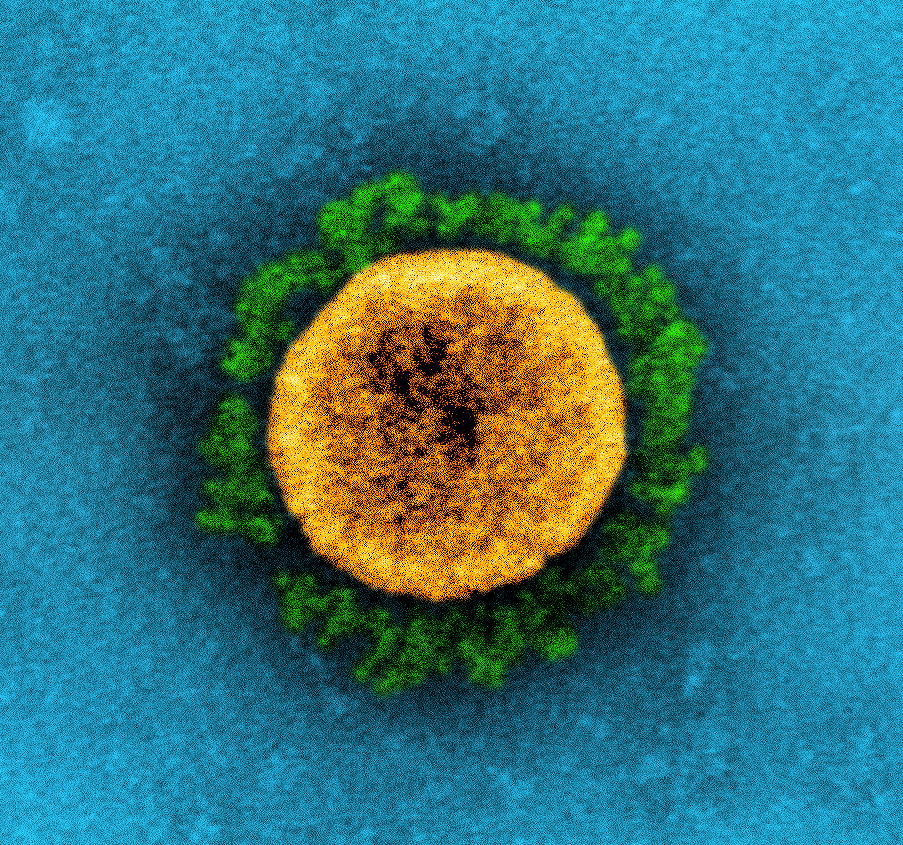
Imagen de la variante alfa captada a través de un microscopio electrónico de transmisión del Instituto Nacional de Alergias y Enfermedades Infecciosas.

El 27 de marzo, el INS informó que venía recogiendo muestras en pacientes de ocho departamentos del país —entre los que se encontraba Madre de Dios— para la detección mediante secuenciamiento genético de las variantes gamma (P.1), identificada por primera vez en Brasil y alfa (B.1.1.7), encontrada inicialmente en el Reino Unido, además de otras de menor relevancia. Más tarde, el jueves 7 de abril, mediante una publicación vía Twitter, el INS confirmó la presencia de la variante gamma en 10 regiones del país, incluida Ayacucho. En la jurisdicción, se efectuaron 40 muestras para distintas variantes, y se detectó la variante gamma en el 52.5% de las pruebas (21 casos), el 7.5% pertenecía a la variante alfa (3 caso) y el resto, 40% (16 casos) representaban otras variantes de menor preocupación.
Llegada de delta y mu a la región
El 28 de agosto, la DIRESA emitió un parte informando sobre el primer contagiado con la variante delta (B.1.617.2) en un varón de 23 años. Unos días más tarde, se supo que se encontraba estable y que las autoridades habían activado el cerco epidemiológico.
El 4 de septiembre, el ministro de Salud anunció la identificación de la variante mu (B.1.621) en quince regiones del país, entre las que se encontraba Madre de Dios, con diez casos confirmados de dicha variante. El anuncio se dio mientras la OMS mantenía en vigilancia a la mutación procedente de Colombia. Al día siguiente, el titular de la DIRESA informó sobre la detección de un total de diez casos infectados con la variante delta en la región.

## Respuesta del gobierno

### Toque de queda
| 4 |                           |                       |                           | 008 |
| 5 |                           |                       |                           | 008 |
| 6 |                           |                       |                           | 008 |
| 7 |                           |                       |                           | 023 |
| 8 |                           |                       |                           | 023 |
| 9 |                           |                       |                           | 036 |
| 10 |                           |                       |                           | 036 |
| 11 |                           |                       |                           | 046 |
| 12 |                           |                       |                           | 046 |
| 13 |                           |                       |                           | 058 |
| 14 |                           |                       |                           | 058 |
| 15 |                           |                       |                           | 058 |
| 16 |                           |                       |                           | 076 |
| 17 |                           |                       |                           | 076 |
| 18 |                           |                       |                           | 076 |
| 19 |                           |                       |                           | 092 |
| 20 |                           |                       |                           | 092 |
| 21 |                           |                       |                           | 092 |
| 22 |                           |                       |                           | 105 |
| 23 |                           |                       |                           | 105 |
| 24 |                           |                       |                           | 105 |
| 25 |                           |                       |                           | 123 |
| 26 |                           |                       |                           | 123 |
| 27 |                           |                       |                           | 123 |
| 28 |                           |                       |                           | 131 |
| 29 |                           |                       |                           | 131 |
| 30 |                           |                       |                           | 144 |
| 31 |                           |                       |                           | 144 |
| 32 |                           |                       |                           | 144 |
| 33 |                           |                       |                           | 144 |
| 34 |                           |                       |                           | 149 |
| 35 |                           |                       |                           | 149 |
| 36 |                           |                       |                           | 151 |
| 37 |                           |                       |                           | 151 |
| 38 |                           |                       |                           | 152 |
| 39 |                           |                       |                           | 152 |
| 40 |                           |                       |                           | 159 |
| 41 |                           |                       |                           | 159 |
| 42 |                           |                       |                           | 163 |
| 43 |                           |                       |                           | 163 |
| 44 |                           |                       |                           | 167 |
| 45 |                           |                       |                           | 167 |
| 46 |                           |                       |                           | 168 |
| 47 |                           |                       |                           | 168 |
| 48 |                           |                       |                           | 174 |
| 49 |                           |                       |                           | 174 |
| 50 |                           |                       |                           | 179 |
| 51 |                           |                       |                           | 179 |
| 52 |                           |                       |                           | 179 |
| 2022 |                           |                       |                           |     |
| 1 |                           |                       |                           | 186 |
| 2 |                           |                       |                           | 002 |
| 3 |                           |                       |                           | 005 |
| 4 |                           |                       |                           | 005 |
| 5 |                           |                       |                           | 010 |
| 6 |                           |                       |                           | 010 |
| 7 |                           |                       |                           | 015 |
| 8 |                           |                       |                           | 015 |
| \| Gobierno de Francisco Sagasti: Nivel de alerta: Extremo Gobierno de Pedro Castillo: Nivel de alerta: Extremo \| Nivel de alerta: Muy alto \| Nivel de alerta: Alto \| Nivel de alerta: Moderado \| |                           |                       |                           |     |
| Gobierno de Francisco Sagasti: Nivel de alerta: Extremo Gobierno de Pedro Castillo: Nivel de alerta: Extremo                                                                                          | Nivel de alerta: Muy alto | Nivel de alerta: Alto | Nivel de alerta: Moderado |     |

| Gobierno de Francisco Sagasti: Nivel de alerta: Extremo Gobierno de Pedro Castillo: Nivel de alerta: Extremo | Nivel de alerta: Muy alto | Nivel de alerta: Alto | Nivel de alerta: Moderado |

## Respuesta médica

### Respiradores mecánicos
El brote por COVID-19 en el país ocasionó que los sistemas de salud de varios departamentos atravesaran un colapso sanitario, con lo cual las autoridades pertinentes tuvieron que emprender esfuerzos por la obtención de ventiladores mecánicos y otros insumos médicos a fin de poder superar la crisis de salud sin mayores dificultades. Según el reporte defensorial de actuación durante la emergencia sanitaria para la región, esta contaba con 2 ventiladores mecánicos propiedad de la DIRESA. Para el 3 de junio, el gobernador anunció la adquisición de 5 ventiladores mecánicos —3 volumétricos y otros 2 portátiles— tras gestiones con el Ejecutivo. La dotación, recibida el 2 de julio, significó la tenencia de un total de 10 de estos implementos médidos en el departamento.

## Impacto

### Social
Marzo de 2020: Histeria colectiva
Al mismo tiempo que se impusieron las primeras medidas gubernamentales para combatir la pandemia de COVID-19, en Puerto Maldonado se formaron largas filas en los negocios para abastercese de víveres. Como resultado, algunos comerciantes despacharon sus productos a puertas cerradas, mientras que los clientes reclamaron por el incremento desmedido en los precios. Asimismo, las autoridades locales se reunieron en la Prefectura para organizar operativos de seguridad en las zonas comerciales.
Mayo de 2020: Retorno de madrediosinos a su región de origen

### Educación
2020: Cierre nacional
2021: Reapertura progresiva

«Aprendo en casa» fue la estrategia educativa a distancia que se empleó en los centros educativos estatales.

El 14 de mayo, el ministro de Educación Ricardo Cuenca señaló que 3 instituciones educativas en el departamento habían reanudado las labores educativas de forma semipresencial. Hacia el 20 de junio, esta cifra ascendía a 75 escuelas en el caso de Madre de Dios.
2022: Retorno absoluto
El 7 de marzo, la titular de la DRE, Priscila Frizancho Peña anunció que tras reuniones de coordinación, se pactó el 21 de marzo como la fecha de retorno escolar para toda la región. Esta medida tendría efecto para 391 centros educativos, beneficiando a 3151 docentes y 58 122 estudiantes de educación básica.
2023: Consecuencias poscovid
A finales de enero, la Defensoría del Pueblo exhortó a los gobiernos regionales —incluido el de Madre de Dios— a implementar medidas para la reinserción educativa. Según datos del MINEDU, el departamento se había posicionado como el sexto con mayor abandono escolar, alcanzando al 52.7% de los educandos.